# Bèus e Malatavèrna
Beaux és un municipi francès situat al departament de l'Alt Loira i a la regió d'Alvèrnia-Roine-Alps. L'any 2007 tenia 765 habitants.

## Demografia

### Població
El 2007 la població de fet de Beaux era de 765 persones. Hi havia 269 famílies de les quals 70 eren unipersonals (35 homes vivint sols i 35 dones vivint soles), 90 parelles sense fills, 86 parelles amb fills i 23 famílies monoparentals amb fills.
La població ha evolucionat segons el següent gràfic:
Habitants censats

### Habitatges
El 2007 hi havia 487 habitatges, 277 eren l'habitatge principal de la família, 160 eren segones residències i 50 estaven desocupats. 466 eren cases i 20 eren apartaments. Dels 277 habitatges principals, 228 estaven ocupats pels seus propietaris, 40 estaven llogats i ocupats pels llogaters i 9 estaven cedits a títol gratuït; 14 tenien dues cambres, 50 en tenien tres, 95 en tenien quatre i 118 en tenien cinc o més. 217 habitatges disposaven pel capbaix d'una plaça de pàrquing. A 126 habitatges hi havia un automòbil i a 127 n'hi havia dos o més.

### Piràmide de població
La piràmide de població per edats i sexe el 2009 era:
| Homes | Edats   | Dones |
| ----- | ------- | ----- |
| 0     | 95 o +  | 0     |
| 0     | 90 a 94 | 0     |
| 12    | 85 a 89 | 16    |
| 4     | 80 a 84 | 24    |
| 24    | 75 a 79 | 36    |
| 20    | 70 a 74 | 12    |
| 36    | 65 a 69 | 20    |
| 28    | 60 a 64 | 16    |
| 20    | 55 a 59 | 12    |
| 28    | 50 a 54 | 36    |
| 8     | 45 a 49 | 8     |
| 24    | 40 a 44 | 16    |
| 20    | 35 a 39 | 16    |
| 24    | 30 a 34 | 16    |
| 36    | 25 a 29 | 28    |
| 4     | 20 a 24 | 4     |
| 4     | 15 a 19 | 12    |
| 8     | 10 a 14 | 4     |
| 32    | 5 a 9   | 12    |
| 8     | 0 a 4   | 20    |

## Economia
El 2007 la població en edat de treballar era de 447 persones, 304 eren actives i 143 eren inactives. De les 304 persones actives 277 estaven ocupades (156 homes i 121 dones) i 27 estaven aturades (6 homes i 21 dones). De les 143 persones inactives 59 estaven jubilades, 32 estaven estudiant i 52 estaven classificades com a «altres inactius».

### Ingressos
El 2009 a Beaux hi havia 295 unitats fiscals que integraven 704 persones, la mediana anual d'ingressos fiscals per persona era de 16.053 €.

### Activitats econòmiques
Dels 28 establiments que hi havia el 2007, 1 era d'una empresa alimentària, 1 d'una empresa de fabricació de material elèctric, 2 d'empreses de fabricació d'altres productes industrials, 9 d'empreses de construcció, 4 d'empreses de comerç i reparació d'automòbils, 2 d'empreses de transport, 2 d'empreses d'hostatgeria i restauració, 1 d'una empresa d'informació i comunicació, 2 d'empreses immobiliàries, 3 d'empreses de serveis i 1 d'una empresa classificada com a «altres activitats de serveis».
Dels 12 establiments de servei als particulars que hi havia el 2009, 1 era una funerària, 3 paletes, 1 fusteria, 2 lampisteries, 2 electricistes, 1 restaurant i 2 agències immobiliàries.
L'únic establiment comercial que hi havia el 2009 era una fleca.
L'any 2000 a Beaux hi havia 24 explotacions agrícoles que ocupaven un total de 624 hectàrees.

## Equipaments sanitaris i escolars
El 2009 hi havia una escola elemental integrada dins d'un grup escolar amb les comunes properes formant una escola dispersa.

## Poblacions més properes
El següent diagrama mostra les poblacions més properes.